# Schnörringer Bachtal
Das Naturschutzgebiet Schnörringer Bachtal liegt auf dem Gebiet der Stadt Waldbröl im Oberbergischen Kreis in Nordrhein-Westfalen.
Das etwa 3,2 ha große Gebiet, das im Jahr 1992 unter Naturschutz gestellt wurde, erstreckt sich nordöstlich von Bettenhagen, einer Ortschaft in der Stadt Waldbröl, entlang des Schnörringer Baches. Nördlich liegt das 7 ha große Naturschutzgebiet Magerwiese Bettenhagen.